# Asyut (guvernement)

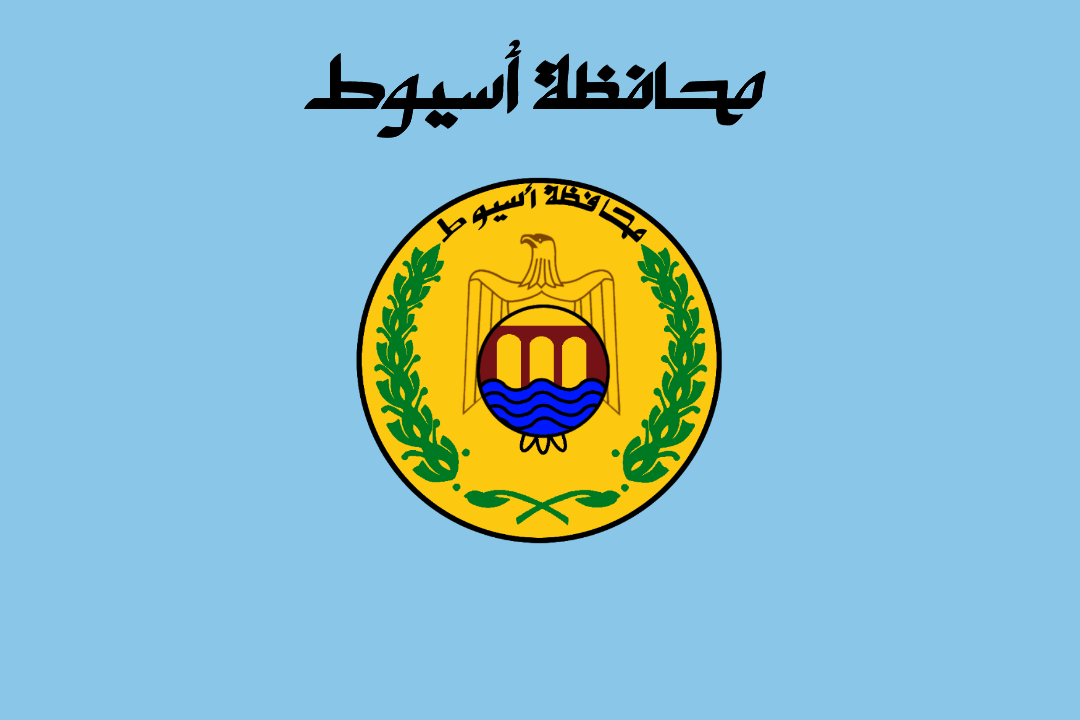
Guvernementets flagga

Lägeskarta

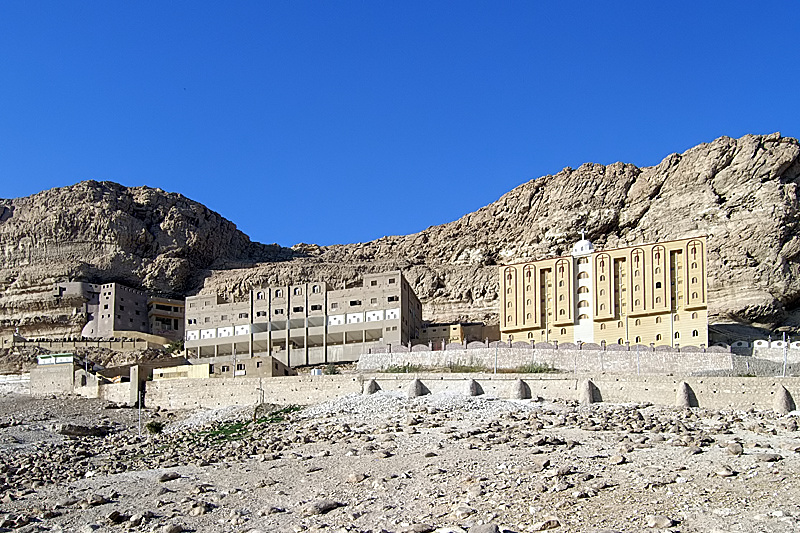
klostret ad-Dair al-Muʿallaq

Guvernementet Asyut (arabiska: محافظة أسيوط, Muhafazat Asyut) är ett av Egyptens 27 muhāfazāt (guvernement). Guvernementet ligger i landets centrala del (Mellersta Egypten) vid Nilen och gränsar mot Arabiska öknen.

## Geografi
Guvernementet har en yta på cirka 13 720 km²med cirka 4,0 miljoner invånare. Befolkningstätheten är cirka 290 invånare/km².
Klostret ”ad-Dair al-Muʿallaq” (Hängande klostret) ligger på Nilens östra strand nära Abnūb nordöst om Asyut

## Förvaltning
Guvernementets ISO 3166-2 kod är EG-AST och huvudort är Asyut. Guvernementet är ytterligare underdelad i 11 markas (områden) och 3 kism (distrikt) och 1 stad.
Andra större städer är Abu Tij, Abnūb, Al Qūşīyah, Dayrūţ och Manfalut.